# ドン松五郎の生活
『ドン松五郎の生活』（ドンまつごろうのせいかつ）は、井上ひさしの小説。単行本は新潮社から刊行された。
1983年には本作を原作とする単発テレビアニメがフジテレビ系列局で放送され、1986年には実写映画化された。2017年現在、いずれもDVD化は未定である。

## 書籍
- 1975年、新潮社 - 上下巻で刊行
- 1978年、新潮社（新潮文庫） - ISBN 978-4-10-116804-3
- 2002年、新潮社（新潮オンデマンドブックス） - ISBN 978-4-10-865207-1[1]
- 2013年、新潮社（電子書籍）[2]

## ストーリー
犬と猫との世界とそこを巡って起きる騒動を、人間の言葉を理解できる犬・ドン松五郎を中心にして描く。ペット権をめぐって猫の一家と争う。飼い主ととともにストリップ劇場に行きプードルのお銀と親しくなるが、お銀の飼い主のストリッパーが逮捕されてしまう。断耳断尾手術をされそうになっていたブルテリアの長太郎を助ける。二匹をかくまってる先の家のドラ息子がお銀と長太郎をさらって売り飛ばしてしまう。二匹の行方を探し出すためにドン松五郎は人間と会話できる犬として、テレビ出演を果たした。
ドン松五郎のモデルは、原作者・井上ひさしが飼っていた雄の柴犬「鈍兵衛」である。

## テレビアニメ
1983年2月9日にフジテレビ系列『日生ファミリースペシャル』で『吾輩は犬である ドン松五郎の生活』と題して放送。フジテレビと東映動画の共同製作。放送時間は水曜 19:30 - 20:54 （日本標準時）。
監督は矢吹公郎で、原作の井上ひさしと縁がある。脚本は大原清秀。キャラクターデザインは漫画家のはるき悦巳。松五郎役の声優には山田康雄を起用した。なお、はるきは1年前の1982年2月19日に同枠で放送された『吾輩は猫である』でもキャラクターデザインを担当している。

### キャスト（アニメ版）
- ドン松五郎 - 山田康雄
- お銀 - 白石冬美
- 和子 - 小山茉美
- 松沢 - 永井一郎
- キング - 雨森雅司
- ゴン - 大竹宏
- クロ - 古川登志夫
- 長太郎 - 貴家堂子
- 刑事A - 岸野一彦
- 刑事B - 塩沢兼人
- 塩原 - 田の中勇
- 雄介 - 森功至
- 洋子 - 恵比寿まさ子
- ペット店店主 - 矢田耕司
- 山田 - 寺田誠
- ゆき - 坪井章子

### スタッフ（アニメ版）
- 原作 - 井上ひさし
- 脚本 - 大原清秀
- 監督 - 矢吹公郎
- 作画監督 - 阿部隆
- キャラクターデザイン - はるき悦巳
- 音楽 - 玉木宏樹
- 制作 - フジテレビ、東映動画

| フジテレビ系列 日生ファミリースペシャル       | フジテレビ系列 日生ファミリースペシャル          | フジテレビ系列 日生ファミリースペシャル |
| 前番組                                        | 番組名                                           | 次番組                                  |
| --------------------------------------------- | ------------------------------------------------ | --------------------------------------- |
| 少年宮本武蔵 わんぱく二刀流 （1982年10月6日） | 吾輩は犬である ドン松五郎の生活 （1983年2月9日） | ナイン （1983年5月4日）                 |

## 映画

### 概要
1986年3月21日に東宝東和制作で公開された。脚本・監督は『海に降る雪』の中田新一、撮影は『ひとひらの雪』の川上皓市と小林達比古がそれぞれ担当した。西村知美のデビュー作品である。

### キャスト（映画版）
- 松沢 きよし - 前田吟
- 松沢 圭子 - 西村知美
- 松沢 浩一 - 中島義実
- 松沢 久子 - 名取裕子
- 角田 ふさ - 岡田嘉子
- テレビ司会者 - 下絛アトム
- テレビ司会者・小山 - 前田武彦
- 和田評論家 - ミッキー安川
- 野山プロデューサー - 藤岡琢也
- 土屋（内閣調査室長） - 石橋蓮司
- 久保田（政治家秘書） - 高城淳一
- 岡崎 富子 - 塩沢とき
- 福山教授 - 小沢栄太郎
- 岡崎 満男 - ハナ肇
- ドン松五郎の声 - イルカ
- 山本昌平、二階堂千寿、新山真弓、福岡翼、神田隆、鈴木瑞穂、鈴木正幸、金子研三、長江英和、高橋利道、アゴ勇、掛田誠、大林丈史、水木薫、志賀圭二郎、千葉裕子、江藤漢、渡辺寛二　ほか

### スタッフ（映画版）
- 監督・脚本：中田新一
- 原作：井上ひさし
- 企画：青島幸男、青野暉
- 製作者：二谷英明、石川洋
- 撮影：川上皓市、小林達比古
- 美術：松井敏行
- 音楽：川崎真弘、朝川朋之
- 録音：信岡実
- 照明：磯崎英範
- 編集：川島章正
- 助監督：森清和夫
- スチール：野上哲夫
- アニマルトレーナー：宮忠臣
- 犬担当助監督：天間敏広
- 音響効果：小島良雄
- ダイアローグコーチ：和田周
- 現像：東京現像所
- スタジオ：にっかつ撮影所
- プロデューサー：篠島継男

### 主題歌
- 『夢色のメッセージ』
  - 作詞：来生えつこ / 作曲：/ 来生たかお / 編曲：萩田光雄 / 歌：西村知美

### 逸話
- 本作がヒットすると、東宝東和から続編のオファーが監督の中田新一に来た。しかし、続編のエグゼクティブ・プロデューサー・二谷英明が、犬がハングライダーに乗ったりして大冒険をする話をしたいなどと提案した[7]。中田は犬を空に飛ばせたりしたら、怯えたり、苦しんだりする表情が必ず画面に映るし、『子猫物語』のチャトランのように死ぬかもしれないのでやらない方がいいと断った[7]。結局、続編『ドン松五郎の大冒険』は監督が交代、同作では犬をハーネスで縛り付けハングライダーで飛ばしている[7][8]。そのいきさつを聞いた当時の東映社長・岡田茂が「中田になんでもいいから一本撮らせろ」と中田を東映に呼んで[7]『ビー・バップ・ハイスクール 高校与太郎哀歌』との併映作『BE FREE!』を撮らせた[7]。岡田は「犬で大冒険なんて、やっちゃいかん」「二谷さんは俳優としてはAクラスだけどプロデューサーとしてはちょっとね」などと話していたという[7]。
- 公共広告機構が同じ1986年、本作を流用した鉄道車両内マナーCMを制作したこともある。ただしドン松五郎が内心吐露のような形でナレーションする声は常田富士男が担当した。